# Nyílfarkú halfarkas
A nyílfarkú halfarkas (Stercorarius longicaudus) a madarak osztályának lilealakúak (Charadriiformes) rendjébe, ezen belül a halfarkasfélék (Stercorariidae) családjába tartozó faj.

## Rendszerezése
A fajt Louis Pierre Vieillot francia ornitológus írta le 1819-ben.

## Alfajai
- Stercorarius longicaudus longicaudus Vieillot, 1819
- Stercorarius longicaudus pallescens Loppenthin, 1932[2]

## Előfordulása
Eurázsia és Észak-Amerika északi részén fészkel. Hosszútávú vonuló, telelni az Egyenlítőtől délre lévő tengerekre vonul. Természetes élőhelyei a tundrák, tavak közelében, tengerpartok és a nyílt tengerek.

### Kárpát-medencei előfordulása
Magyarországon ritka átvonuló, augusztus és szeptember hónapokban.

## Megjelenése
Testhossza 48–53 centiméter, szárnyfesztávolsága 105–117 centiméter, testtömege pedig 240–350 gramm. Hosszú, hegyes faroktolla van.
|  |  |

## Életmódja
Táplálékparazita, az élelmet gyakran más madárfajoktól veszi el, fogyaszt kisemlősöket, madarakat, halakat, rovarokat, dögöt, tojásokat és fiókákat is.

## Szaporodása
Fészke a talaj kisebb mélyedésébe rakott száraz halom. Egy fészekaljban többnyire két tojás található, melyen 23-25 napig felváltva mindkét szülő kotlik. A fiatal madarakat felöklendezett táplálékkal etetik, 24-26 napos korukban repülnek ki.
|  |

## Természetvédelmi helyzete
Az elterjedési területe rendkívül nagy, egyedszáma nagy és stabil. A Természetvédelmi Világszövetség Vörös listáján nem fenyegetett fajként szerepel. Magyarországon védett, természetvédelmi értéke 25 000 Ft.